# Jean-Claude Pont
 (novembre 2021).
Pour les articles homonymes, voir Pont (homonymie).
Jean-Claude Pont, né à Sierre le 13 août 1941, est un mathématicien, enseignant, historien des sciences, guide de montagne et auteur négateur du changement climatique suisse.
Titulaire de la chaire d'histoire et philosophie des sciences à l'Université de Genève entre 1988 et sa retraite, il est également le créateur de la course Sierre-Zinal.

## Biographie
Originaire du Val d'Anniviers, il obtient sa maturité gymnasiale à Sion, puis étudie les mathématiques à l'École polytechnique fédérale de Zurich et y obtient un doctorat. Il enseigne cette matière au collège (lycée), et, en parallèle, travaille en tant que chercheur en histoire et philosophie des sciences.
En 1966, il obtient un diplôme de guide de haute montagne. En 1974, il est le créateur de la course Sierre-Zinal ; il restera à sa tête jusqu'en 2014.
En 1988, il est nommé à la tête de la nouvelle chaire d'histoire et de philosophie des sciences ouverte à l'Université de Genève.
Dans les années 2010 et 2020, il apparaît régulièrement dans les médias romands pour défendre des thèses de déni du réchauffement climatique et complotistes. Il nie, notamment dans un livre publié en 2018, l'existence du réchauffement climatique et dénonce les « mensonges du GIEC ». Dans une série de lettres ouvertes qu'il publie à intervalle régulier, il affirme notamment que la NASA et la NOAA manipulent les mesures globales de température pour faire croire à un réchauffement ou que le consensus scientifique sur la réalité du réchauffement climatique n'existe pas et est une manipulation.

## Sources
- Serge Bimpage. "Jean-Claude Pont: L'homme qui raconte la science". Tribune de Genève, 30 octobre 2000.
- Yves Pillard. Jean-Claude Pont, la philosophie et la montagne. Swissinfo, 4 décembre 2002.
- Jérémie Mayoraz. "Sierre-Zinal: passage de témoin entre Tarcis Ançay et Jean-Claude Pont". Le Nouvelliste, 7 août 2014.
- Marie Parvex. "Le philosophe qui a fait trembler l’Hôpital du Valais". Le Temps, 20 mai 2012.
- Claude-Alain Zufferey. "Le «chef des chefs» veut passer le témoin". Journal de Sierre et du Valais central, 22 novembre 2013.
- Lisbeth Koutchoumoff. "Jean-Claude Pont: «Un bel objet? Un paysage de montagne». Le Temps, 14 septembre 2007.